# Thirumangalam
Thirumangalam (o Tirumangalam, Thirumanglam) è una suddivisione dell'India, classificata come municipality, di 43.371 abitanti, situata nel distretto di Madurai, nello stato federato del Tamil Nadu. In base al numero di abitanti la città rientra nella classe III (da 20.000 a 49.999 persone).

## Geografia fisica
La città è situata a 13° 5' 19 N e 80° 12' 27 E e ha un'altitudine di 11 m s.l.m..

## Società

### Evoluzione demografica
Al censimento del 2001 la popolazione di Thirumangalam assommava a 43.371 persone, delle quali 21.651 maschi e 21.720 femmine. I bambini di età inferiore o uguale ai sei anni assommavano a 4.313, dei quali 2.189 maschi e 2.124 femmine. Infine, coloro che erano in grado di saper almeno leggere e scrivere erano 34.616, dei quali 18.324 maschi e 16.292 femmine.